# Sint-Margriete
Sint-Margriete är en ort i Belgien.   Den ligger i provinsen Östflandern och regionen Flandern, i den nordvästra delen av landet, 70 km nordväst om huvudstaden Bryssel. Sint-Margriete ligger 2 meter över havet och antalet invånare är 657.
Terrängen runt Sint-Margriete är mycket platt. Runt Sint-Margriete är det ganska tätbefolkat, med 214 invånare per kvadratkilometer.. Närmaste större samhälle är Maldegem, 10,9 km sydväst om Sint-Margriete.
Trakten runt Sint-Margriete består till största delen av jordbruksmark.